# Јапанска лака крстарица Тама
Крстарица Тама (јап:多摩 軽巡洋艦) је била лака крстарица класе Кума, и служила је у јапанској морнарици током Другог светског рата. Име је добила по реци Тама, која протиче кроз регион Канто, Јапан.

## Позадина
Тама је била други од пет бродова серије јапанских лаких крстарица класе Кума. Као и остали бродови ове класе, она је требало да служи као брзи извиђачки брод, или командни брод флотила разарача и подморница.

## Служба

### Рани период
Крстарица Тама је грађена у Мицубишијевом бродоградилишту у Нагасакију, и комлетирана је 29. јануара 1921. године. Убрзо по комплетирању, Тама је ангажована у заштити искрцавања јапанских трупа на обале Сибира, током јапанске Сибирске интервенције, против бољшевичке црвене армије.
Тама је 1925. године, извршила једну дипломатску пловидну до Сан Педра у Сједињеним Америчким држава, превозећи посмртне остатке америчког амбасадора у Јапану, који је преминуо у Токију. За време Манџуријског инцидента, 1932. године, Тама је ангажована у патролирању дуж северне обале Кине, из база на острву Тајван. Међутим, како је рат са Кином наставио да ескалира, Тама је укључена у операције заштите искрцавања јапанских трупа на обале централне Кине.
Дана, 10. јануара 1935. године, немачки поморски аташе у Токију, капетан Паул Венекер, је био позван од адмрала Нобумасе Суесугуа на пловидбу крстарицом Тама, бојним крстаршен Конго и подморницом И-2, до поморске базе Јокосука. Венекер је био константно неинспирисан јапанском морнаричком артиљеријом, и предлагао је повећање коришћења подморница у рату.

### Операције у северним водама
Дана, 10. септембра 1941. године, Тама постаје заставни брод 21. дивизије крстарица вицеадмирала Бошире Хосогаје, у сасатаву 5. флоте. Крстарице Тама и Кисо су послате 2. децембра 1941. године, северно од Хокаида, офарбане арктичком камуфлажом, и патролирају у близини Курилских острва током напада на Перл Харбор. Услед јако лоших временских услова, на обе крстарице долази до оштећење трупа, и оне се враћају у Јокосуку, где у сувом доку остају до краја године.
Јапанска 21. дивизија крстарице, напушта базу Јокосука 21. јануара 1942. године, и одлази поново на север, где патролира у области острва Хокаидо. Међутим она је опозвана, након што је 38 америчких авиона из оперативне ескадре Тф 18 (носач авиона Ентерпрајс), извршило ваздушни препад 5. марта 1942. године, на Маркус. Крстарица Тама је уврштена у састав 1. флоте, и заједно са бојним бродовима Исе и Хјуга учествује у потрази за америчким снагама адмирала Хелсија, али не успевају да лоцирају његове снаге након неколико недеља потраге.
Дана, 5. априла 1942. године, јапанска 21. дивизија крстарица се враћа у северне воде, али након Дулитловог ваздушног препада на циљеве у Токију, Јокохами, Осаки, Нагоји и Кобеу, Тама је поново ангажована у још једној неуспешној потери за снагама адмирала Хелсија. Остатак априла и већи део месеца маја, Тама врши њене северне патроле.
Крстарица Тама напушта залив Муцу, 28. маја 1942. године, ради учешћа у „Опеарцију АЛ“ (заузимање острва Ату и Киска), и учествује и бици за Алеутска острва. Након успешног искрцавања јапанских снага, и заузимања острва, 21. дивизија крстарица се враћа 23. јуна 1942. године у залив Муцу. Међутим, Тама је убзо послата назад, ради заштите конвоја са појачањем за гарнизон на острву Киска. Због очекивања америчког контра-напада, Тама патролира до 2. августа 1942. године, југозападно од острва Киска. По завршеном краћем ремонту у бази Јокосука, Тама пребацује део јапанских снага са острва Ату, на острво Киска. Дана, 25. октобра 1942. године, 21. дивизија крстарица укрцава нова појачања у Кашивабари, Парамушир, и пребацује их до острва Ату. Тама наставља са патролним задацима између Алеутских и Курилских острва, као и у областу острва Хокаидо, све до 6. јануара 1943. године.
Након завршеног ремонта у бази Јокосука, почетком фебруара 1943. године, Тама поново патролира на северу, од залива Муцу до Катаоке (Симушир), и Кашивабаре (Парамушир). У периоду од 7. до 13. марта 1943. године, Тама учествује у новој транспортној мисији, до острва Ату.
Дана, 23. марта 1943. године, Тама напушта Парамушир и креће ка острву Ату, заједно са бродовима 5-те флоте вицеадмирала Хосогаје; тешке крстарице Начи и Маја, лака крстарица Абукума, и разарачи Иказучи, Иназума, Усугумо, Хацушимо и Вакаба, ескортујући три транспортна брода, који су превозили појачање и снабдевања за гарнизон на острву Ату. У четворочасовној артиљеријско-торпедној бици код Командорских острва, 26. марта 1943. године, против америчке оперативне групе ТГ 16.6, у чијем саставу су се налазиле крстарице Ричмонд и Солт Лејк Сити, и четири разарча, америчка крстарица Солт Лејк Сити и разарач Бејли су претрпели оштећења од артиљеријске ватре. Остали амерички разарачи нису били оштећени. Крстарица Тама такође није претрпела никаква оштећења, али је зато тешка крстарица Начи, погођена са неколико пројектила, што је навело Јапанце да откажу своју мисији снабдвања, и врате се 28. марта 1943. године назад на острво Парамушир. Командант јапанске Пете флоте, вицеадмирал Хосогаја, је био осрамоћен, пошто је дозволио да га слабија америчка флота натера на повлачење, те је присиљен да се пензионише. Вицеадмирал Широ Кавасе постаје нови командант Пете флоте.
Тама остаје као стражарски брод у Катаоки више од месец дана, а затим је 4. маја 1943. године послата у базу Маизуру, ради ремонта. Стога, она је била одсутна у време почетка америчке операције „Landcrab" - ослобађање Алеутских острва. Тама наставља да врши стражарску службу до 5. јула 1943. године, а током операције „КЕ-ГО“ – евакуација јапанских снага са острва Киска (7. јул 1943), њена машинска постројења су процењена као непоуздана да би она директно учествовала у евакуацији, те стога остаје код острва Парамушир. Ипак, због лошег времена мисија је одложена све до 28. јула, када је успешно извршена. За то време крстарица Тама је вршла стражарску службу у обласи Курилских острва, и на тој дужности остаје све до 30. августа 1943. године.

### Операције у јужним водама
Након завршеног ремонта у бази Јокосука, Тама је 15. септембра 1943. године послата на југ, заједно са трупама и снабдевањима за гарнизон на острву Понапе, Каролинска острва. Након краћег заустављања у бази Трук, и повратка у базу Куре, Тама добија наређење да оде у Шангај и преузме и пребаци додатне трупе ка атолу Трук и Рабаулу на Новој Британији. По завршеном искрцавању у Рабаулу, крстарице Тама и Кисо су 21. октобра 1943. године, на око 53 наутичке миље од рта Свети Ђорђе нападнуте од аустралијских бомбардера Бристол Бофорт, који су долетели са Гвадалканала. Труп крстарице Тама је оштећен од експлозија бомби које су пале у њеној близини, а крстарица Кисо је примила један директан погодак, те су обе биле принуђене да се врате у Рабаул, ради хитног ремонта.
Дана, 27. октобра 1943. године, Тама стиже у базу Јокосука, ради једног већег ремонт, и модификације. Њене куле главне артиљерије бр.5 и бр.7 су уклоњене, као и катапулт и дизалица. Један двоцевни тешки против-авионски топ од 127 mm је постављен, а такође су инсталирана и 4 троцевна, и 6 једноцевна против-авионска топа од 25 mm, чиме је број њихових цеви повећан на 22 (4x3, 2x2, 6x1). Поред против-авионских топова, постављен је и један радар за ваздушно осматрање Тип 21. Ремонт и модификација су завршени 9. децембра 1943. године.
Тама напушта Јокосуку 24. децембра 1943. године, и поново одлази у северне воде, где остаје на патролним задацима све до 19. јуна 1944. године. Вративши се у базу Јокосука 22. јуна 1944. године, Тама креће са пребацивањем армијских појачања до Бонинских острва, и до 2. августа 1944. године, она изводи два транспортна пута.
Дана, 30. августа 1944. године, Тама је искљуне из 21. дивизије крстарица Пете флоте, и постаје заставни брод 11. флотиле разарача, Комбиноване флоте, замењујући на том месту потопљену крстарицу Нагара.

### Битка у заливу Лејте
Током битке у заливу Лејте, Тама је ангажована у саставу Северних снага („мамац“) вицеадмирала Ђисабуре Озаве. У бици код рта Енгано, 25. октобра 1944. године, Озавине снаге су нападнуте од америчких авиона из састава оперативне ескадре ТФ 38, у којој су се налазили носачи авиона Ентерпрајс, Есекс, Интрепид, Френклин, Лексингтон, Индепенденс, Ленгли, Кабот, Сан Хасинто и Бело Вуд. Крстарица Тама је нападнута од торпедних бомбардера Граман TBM авенџер, из групе ВТ-21, са носача авиона Бело Вуд, и групе ВТ-51, са носач авиона Сан Хасинто. Једно торпедо погађа крстарицу Тама, у пределу другог котловског одељења. Након најхитније поправке, Тама напушта битку, ескортована од стране лаке крстарице Исузу, међутим Исузу добија наређење да заштити оштећени носач авиона Чијода. Тама наставља пут праћена разарачем Шимоцуки, али нешто касније, разарач Шимоцуки добија наређење да помогне оштећеном носачу авиона Зуихо. Тама наставља сама пловидбу у правцу Окинаве, и то са брзином од свега 14 чвора.
Северозападна од Лузона, Тама је уочена на радару од америчке подморнице Џеило, која се налазила на својој првој ратној патроли. Она испаљује са даљине од око 900 метара три торпеда ка крстарици Тама, али сва промашују. Џеило испаљује нову салву од четири торпеда, са даљине од око 650 метара, од којих три погађају крстарицу Тама, услед џега се она ломи на два дела и брзо тоне, са комплетном посадом.
Крстарица Тама је званично обрисана из списка флоте 20. децембра 1944. године.

## Листа капетана
- Капетан Теизо Каваи – 29. јануар 1921 — 1. децембар 1921.
- Капетан Генго Хјакутаке – 1. децембар 1921 — 5. март 1923.
- Капетан Исаму Танака – 5. март 1923 — 20. октобар 1923.
- Капетан Танин Икеда – 20. октобар 1923 — 1. децембар 1923.
- Капетан Масаши Такеучи – 1. децембар 1923 — 1. јануар 1924.
- Капетан Коширо Оикава – 1. јануар 1924 — 1. децембар 1924.
- Капетан Кунитаро Аоки – 1. децембар 1924 — 10. јул 1925.
- Капетан Манбеи Идемицу – 10. јул 1925 — 20. октобар 1925.
- Капетан Токи Јамамото – 20. октобар 1925 — 1. децембар 1925.
- Капетан Сабуро Мацуи – 1. децембар 1925 — 20. мај 1926.
- Капетан Кеничи Икенака – 20. мај 1926 — 1. децембар 1927.
- Капетан Јошитака Кијомија – 1. децембар 1927 — 20. август 1928.
- Капетан Шигетаро Шимада – 20. август 1928 — 10. децембар 1928.
- Капетан Ђиро Ишии – 10. децембар 1928 — 30. новембар 1929.
- Капетан Исао Оно – 30. новембар 1929 — 10. новембар 1930.
- Капетан Хидео Такахаши – 10. новембар 1930 — 1. мај 1931.
- Капетан Мицуми Шимизу – 1. мај 1931 — 14. новембар 1931.
- Капетан Мичитаро Тоцука – 14. новембар 1931 — 11. јул 1932.
- Капетан Минору Јамагучи – 11. јул 1932 — 15. новембар 1932.
- Капетан Даисуке Соеђима – 15. новембар 1932.- 15. новембар 1933.
- Капетан Кохеи Очи – 15. новембар 1933 — 1. новембар 1934.
- Капетан Сеиго Такацука – 1. новембар 1934 — 15. новембар 1935.
- Капетан Кацуми Шимомура – 15. новембар 1935 — 16. март 1936.
- Капетан Кацуо Абе – 16. март 1936 — 16. новембар 1936.
- Капетан Кијоши Широја – 16. новембар 1936 — 1. новембар 1937.
- Капетан Шигеђи Канеко – 1. новембар 1937 — 15. децембар 1938.
- Капетан Хађиме Хориучи – 15. децембар 1938 — 15. новембар 1939.
- Капетан Томоичи Мори – 15. новембар 1939 — 1. новембар 1940.
- Капетан Казутака Ниими – 1. новембар 1940 — 10. септембар 1941.
- Капетан Масахару Кавабата – 10. септембар 1941. 1. август 1942.
- Капетан Зенсуке Каноме – 1. август 1942 — 23. јун 1943.
- Капетан Шигенори Ками – 23. јун 1943 — 15. децембар 1943.
- Капетан Ивата Јамамото – 15. децембар 1943. – †25. октобар 1944.